# Station Masnuy-Saint-Pierre
Station Masnuy-Saint-Pierre ligt langs spoorlijn 96 (Brussel - Bergen - Quévy) in Masnuy-Saint-Pierre, een deelgemeente van de Belgische stad Zinnik. Het is nu een stopplaats. Men kan er kosteloos parkeren en er is een gratis fietsstalling.

## Treindienst
| Treintype | Verbinding                | Dienstregeling |
| --------- | ------------------------- | -------------- |
| L 31      | Jurbeke - 's-Gravenbrakel | Week: 1x/u     |

## Reizigerstellingen
De grafiek en tabel geven het gemiddeld aantal instappende reizigers weer op een week-, zater- en zondag.
| Tabel: aantal instappende reizigers station Masnuy-Saint-Pierre | Tabel: aantal instappende reizigers station Masnuy-Saint-Pierre | Tabel: aantal instappende reizigers station Masnuy-Saint-Pierre | Tabel: aantal instappende reizigers station Masnuy-Saint-Pierre |
|                                                                 | Weekdag                                                         | Zaterdag                                                        | Zondag                                                          |
| --------------------------------------------------------------- | --------------------------------------------------------------- | --------------------------------------------------------------- | --------------------------------------------------------------- |
| 1977                                                            | 171                                                             | 37                                                              | 29                                                              |
| 1978                                                            | 144                                                             | 35                                                              | 21                                                              |
| 1979                                                            | 142                                                             | 43                                                              | 21                                                              |
| 1980                                                            | 151                                                             | 35                                                              | 24                                                              |
| 1981                                                            | 171                                                             | 45                                                              | 15                                                              |
| 1982                                                            | 140                                                             | 43                                                              | 25                                                              |
| 1983                                                            | 132                                                             | 30                                                              | 21                                                              |
| 1984                                                            | 99                                                              | -                                                               | -                                                               |
| 1985                                                            | 109                                                             | -                                                               | -                                                               |
| 1986                                                            | 94                                                              | -                                                               | -                                                               |
| 1987                                                            | 71                                                              | -                                                               | -                                                               |
| 1988                                                            | 88                                                              | -                                                               | -                                                               |
| 1989                                                            | 68                                                              | -                                                               | -                                                               |
| 1990                                                            | 82                                                              | -                                                               | -                                                               |
| 1991                                                            | 71                                                              | -                                                               | -                                                               |
| 1992                                                            | 87                                                              | -                                                               | -                                                               |
| 1993                                                            | 64                                                              | -                                                               | -                                                               |
| 1994                                                            | 56                                                              | -                                                               | -                                                               |
| 1995                                                            | 45                                                              | -                                                               | -                                                               |
| 1996                                                            | 51                                                              | -                                                               | -                                                               |
| 1997                                                            | 56                                                              | -                                                               | -                                                               |
| 1998                                                            | 57                                                              | -                                                               | -                                                               |
| 1999                                                            | 42                                                              | -                                                               | -                                                               |
| 2000                                                            | 43                                                              | -                                                               | -                                                               |
| 2001                                                            | 49                                                              | -                                                               | -                                                               |
| 2002                                                            | 47                                                              | -                                                               | -                                                               |
| 2003                                                            | 45                                                              | -                                                               | -                                                               |
| 2004                                                            | 55                                                              | -                                                               | -                                                               |
| 2005                                                            | 51                                                              | -                                                               | -                                                               |
| 2006                                                            | 46                                                              | -                                                               | -                                                               |
| 2007                                                            | 57                                                              | -                                                               | -                                                               |
| 2008                                                            | -                                                               | -                                                               | -                                                               |
| 2009                                                            | 70                                                              | -                                                               | -                                                               |
| 2010                                                            | -                                                               | -                                                               | -                                                               |
| 2011                                                            | -                                                               | -                                                               | -                                                               |
| 2012                                                            | 84                                                              | -                                                               | -                                                               |
| 2013                                                            | 78                                                              | -                                                               | -                                                               |
| 2014                                                            | 51                                                              | -                                                               | -                                                               |
| 2015                                                            | 33                                                              | -                                                               | -                                                               |
| 2016                                                            | 19                                                              | -                                                               | -                                                               |
| 2017                                                            | 21                                                              | -                                                               | -                                                               |
| 2018                                                            | 29                                                              | -                                                               | -                                                               |
| 2019                                                            | 30                                                              | -                                                               | -                                                               |
| 2020                                                            | 19                                                              | -                                                               | -                                                               |
| 2021                                                            | -                                                               | -                                                               | -                                                               |
| 2022                                                            | 35                                                              | -                                                               | -                                                               |
| 2023                                                            | 24                                                              | -                                                               | -                                                               |
| 2024                                                            | 45                                                              | -                                                               | -                                                               |

0,0: Brussel-Zuid ·
3,9: Vorst-Zuid ·
6,0: Ruisbroek ·
9,1: Lot ·
11,1: Buizingen ·
13,6: Halle ·
16,0: Lembeek ·
18,1: Tubeke-Noord ·
18,7: Tubeke ·
20,9: Stéhoux ·
23,7: Hennuyères ·
25,5: Hennuyères-Village ·
29,6: 's-Gravenbrakel ·
35,8: Zinnik ·
41,1: Neufvilles ·
44,8: Masnuy-Saint-Pierre ·
48,6: Jurbeke ·
51,6: Erbisoeul ·
54,6: Ghlin ·
57,5: Nimy-Maisières ·
60:3: Bergen ·
62,2: Cuesmes ·
67,1: Frameries ·
69,4: Genly ·
71,2: Blaregnies ·
74,9: Quévy